# Halobates
Halobates is een geslacht van insecten, de wetenschappelijke benaming voor oceaanschaatsers, waarvan er zo'n 40 soorten bestaan. De groep werd voor het eerst wetenschappelijk beschreven door Johann Friedrich von Eschscholtz in 1822.
De meeste soorten leven langs de kust, maar vijf ervan zijn in staat om te overleven op de oceaanoppervlakte. Het zijn de enige insecten die op open zee worden gevonden. Ze duiken nooit, ze hebben geen vleugels en kunnen dus niet vliegen. Ze leggen ongeveer een meter per seconde af. Ze voeden zich met fytoplankton, eieren van vissen en drijvende dode diertjes. De eieren worden afgezet op drijvende objecten, zoals plastics maar ook teerklompen en zeewiermatten.
De film van zware metalen zoals benzeen en benzine die neervalt uit de lucht door de bedrijfsvervuiling wordt door de wantsen opgepikt. Men kan ze dus beschouwen als indicatoren van vervuiling op de open zee. Ze zijn voornamelijk massaal te vinden in de buurt van de evenaar.

## Soorten
Het genus bevat de volgende soorten:
- Halobates acherontis Polhemus, 1982
- Halobates alluaudi Bergroth, 1893
- Halobates browni Herring, 1961
- Halobates bryani Herring, 1961
- Halobates calyptus Herring, 1961
- Halobates darwini Herring, 1961
- Halobates dianae Zettel, 2001
- Halobates elephanta Andersen & Foster, 1992
- Halobates esakii Miyamoto, 1967
- Halobates fijiensis Herring, 1958
- Halobates flaviventris Eschscholtz, 1822
- Halobates formidabilis (Distant, 1910)
- Halobates galatea Herring, 1961
- Halobates germanus White, 1883
- Halobates hawaiiensis Usinger, 1938
- Halobates herringi J. Polhemus & Cheng, 1982
- Halobates hyanus White, 1883
- Halobates japonicus Esaki, 1924
- Halobates katherinae Herring, 1958
- Halobates kelleni Herring, 1961
- Halobates lannae Andersen & Weir, 1994
- Halobates liaoi Zettel, 2005
- Halobates maculatus Schadow, 1922
- Halobates mariannarum Esaki, 1937
- Halobates matsumurai Esaki, 1924
- Halobates melleus Linnavuori, 1971
- Halobates micans Eschscholtz, 1822
- Halobates mjobergi Hale, 1925
- Halobates murphyi J. Polhemus & D. Polhemus, 1991
- Halobates nereis Herring, 1961
- Halobates panope Herring, 1961
- Halobates peronis Herring, 1961
- Halobates poseidon Herring, 1961
- Halobates princeps White, 1883
- Halobates proavus White, 1883
- Halobates regalis Carpenter, 1892
- Halobates robinsoni Andersen & Weir, 1993
- Halobates robustus Barber, 1925
- Halobates rotundatus Esaki, 1926
- Halobates ruffoi Andersen et al., 1994
- Halobates salotae Herring, 1961
- Halobates sericeus Eschscholtz, 1822
- Halobates sexualis Distant, 1903
- Halobates sobrinus White, 1883
- Halobates splendens Witlaczil, 1886
- Halobates tethys Herring, 1961
- Halobates trynae Herring, 1964
- Halobates whiteleggei Skuse, 1891
- Halobates zephyrus Herring, 1961